# Charles R. Hamm

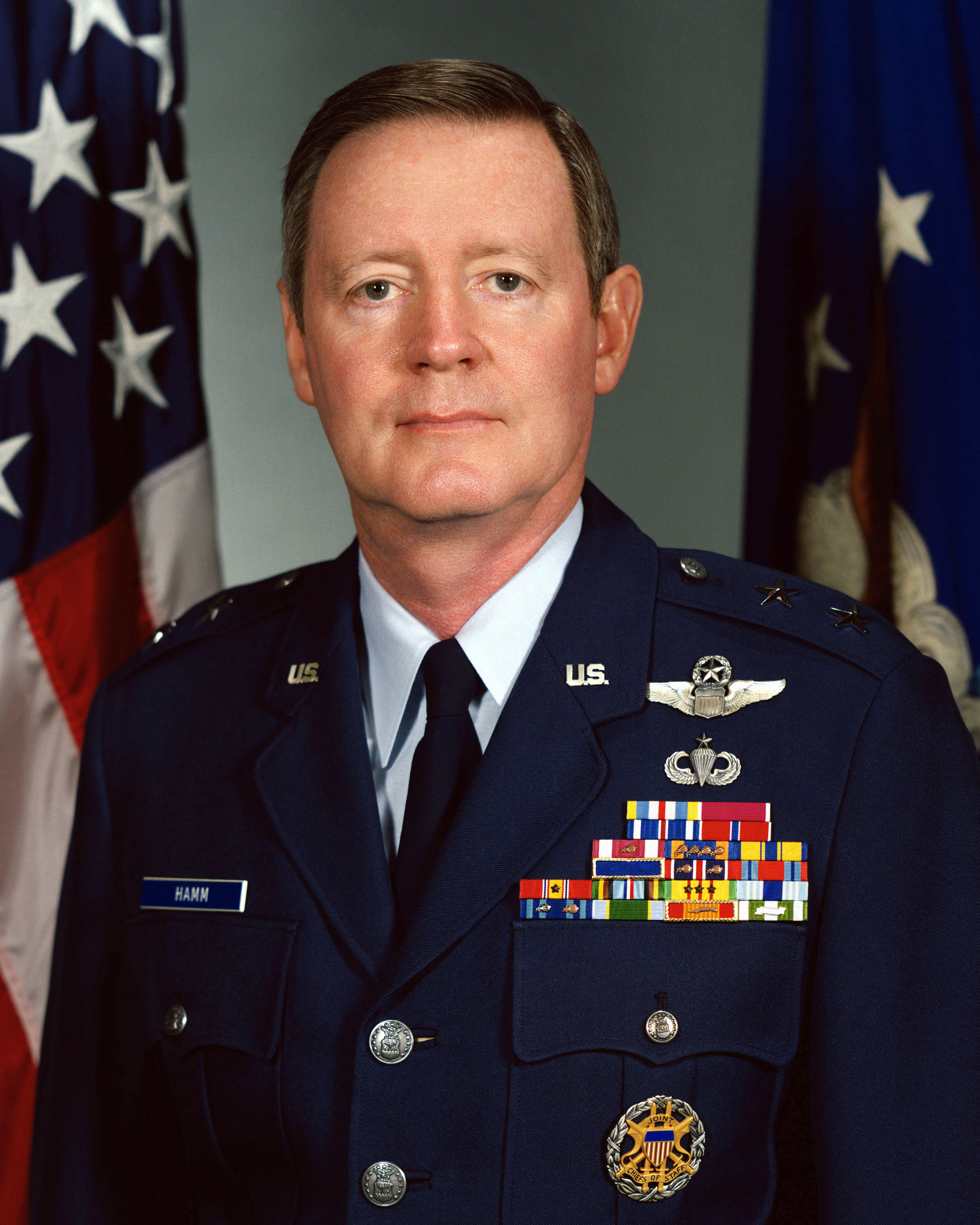
Charles R. Hamm (als Generalmajor)

Charles Rowland Hamm (* 23. Dezember 1933 in Little Rock, Arkansas) ist ein pensionierter Generalleutnant der United States Air Force. Er war unter anderem Leiter (Superintendent) der United States Air Force Academy.

## Leben
Charles Hamm besuchte die Kemper Military School in Boonville im Bundesstaat Missouri. In den Jahren 1952 bis 1956 absolvierte er die United States Military Academy in West Point. Nach seiner Graduation trat er der United States Air Force bei. In dieser durchlief er anschließend alle Offiziersränge vom Leutnant bis zum Drei-Sterne-General.
Im Lauf seiner militärischen Karriere absolvierte er verschiedene Kurse und Schulungen. Dazu gehörten unter anderem eine Ausbildung zum Kampfpiloten und weitere Fortbildungskurse als Pilot neuer Flugzeugtypen; das Air Command and Staff College auf der Maxwell Air Force Base und das National War College in Fort Lesley J. McNair in Washington, D.C. Außerdem erhielt er einen akademischen Grad von der Auburn University.
In seinen frühen Jahren als Offizier der Luftwaffe war er an verschiedenen Stützpunkten in den Vereinigten Staaten und in Europa stationiert. Dabei war er als Pilot, Flugausbilder und Stabsoffizier bei unterschiedlichen Einheiten tätig. Dazwischen absolvierte er die erwähnten Schulungen. In den Jahren 1958 bis 1960 war er auf der Toul-Rosieres Air Base in Frankreich stationiert. Daran schloss sich eine bis zum Jahr 1961 währende Versetzung zur Hahn Air Base in Deutschland an. Danach setzte er seine Laufbahn in den Vereinigten Staaten fort.
Zwischen Dezember 1962 und Mai 1964 war er als Luftwaffenoffizier zur 101. Luftwaffendivision der United States Army abkommandiert, die in Fort Campbell in Kentucky stationiert war. Danach war er bis zum Januar 1966 Mitglied der Kunstflugstaffel United States Air Force Thunderbirds, die auf der Nellis Air Force Base in Nevada stationiert war. Es folgte eine Versetzung nach Südostasien, wo Charles Hamm zwischen März 1966 und Januar 1967 im Vietnamkrieg eingesetzt wurde. Dort war er unter anderem Stabsoffizier bei der 7. Luftflotte und Flugkommandeur bei der 416th Tactical Fighter Squadron. Gleichzeitig flog er als Kampfpilot 103 Einsätze.
Nach seiner Rückkehr in die Vereinigten Staaten setzte er seine Offizierslaufbahn fort. Dabei war er unter anderem Stabsoffizier im Hauptquartier der Luftwaffe. Im Juni 1973 wurde er zur Fuchu Air Station in Japan versetzt. Dort gehörte er dem Stab der 5. Luftflotte an. Zunächst leitete er deren Stabsabteilung für Operationen, danach wurde er Stabschef dieser Luftflotte. Im März 1975 übernahm er auf der Kunsan Air Base in Südkorea das Kommando über das 8. Taktische Geschwader (8th Tactical Fighter Wing), das er bis zum März 1976 innehatte.
Danach kehrte er zum Stab des Hauptquartiers der Air Force zurück, wo er Abteilungsleiter in der Stabsabteilung für Operationen und Planungen war. Daran schloss sich im Mai 1978 eine Versetzung auf die Langley Air Force Base in Virginia an. Dort gehörte er dem Stab des Tactical Air Command an. Im Juli 1979 erhielt er auf der Eglin Air Force Base in Florida das Kommando über das 33. Taktische Kampfgeschwader (33rd Tactical Fighter Wing). Diese Aufgabe nahm er bis Mai 1980 wahr. Dann absolvierte er einen Russischkurs zur Vorbereitung auf seine nächste Aufgabe als Militärattaché in der Sowjetunion. Diese Aufgabe erfüllte er zwischen August 1981 und August 1983.
Anschließend kehrte er ein weiteres Mal zum Hauptquartier der Luftwaffe zurück, wo er erneut in der Stabsabteilung für Operationen tätig war, die er ab September 1984 leitete. Im Juli 1985 wurde er auf der Randolph Air Force Base in Texas stellvertretender Kommandeur des Air Education and Training Command. Dieses Amt behielt er bis Juni 1987.
Sein letzter Auftrag führte ihn nach Colorado Springs in Colorado zur United States Air Force Academy. Am 26. Juni 1987 übernahm er als Nachfolger von Winfield W. Scott Jr. als Superintendent die Leitung dieser Ausbildungsstätte. Dieses Amt bekleidete er bis zum 25. Juni 1991, als er von Bradley C. Hosmer abgelöst wurde. Anschließend schied er aus dem aktiven Militärdienst aus.
Während seiner aktiven Zeit als Militärpilot absolvierte er über 4000 Flugstunden auf verschiedenen Flugzeugtypen.

## Orden und Auszeichnungen
Charles Hamm erhielt im Lauf seiner militärischen Laufbahn unter anderem folgende Auszeichnungen:
- Air Force Distinguished Service Medal
- Defense Superior Service Medal
- Legion of Merit
- Bronze Star Medal
- Distinguished Flying Cross
- Meritorious Service Medal
- Air Medal
- Air Force Commendation Medal
- Combat Readiness Medal